# Aqueduto São Miguel
O Aqueduto São Miguel foi construído no século XIX para canalizar a água da represa na Cachoeira de São Miguel até a praia, abastecendo o povoado de São Miguel da Terra Firme e as embarcações que ali ancoravam. O aqueduto integra o conjunto arquitetônico paisagístico da Vila de São Miguel, em Biguaçu, tombado como patrimônio histórico nacional em 1969.

## História
O aqueduto foi construído no século XIX por escravizados.

### Construção da BR-101
Na década de 1960, a rodovia que ligaria Touros, no estado do Rio Grande do Norte à São José do Norte, no Rio Grande do Sul chegou Santa Catarina. Em Biguaçu, a construção deparou-se com o aqueduto perpendicular à direção da nova rodovia. A seção média-final do aqueduto foi demolida para permitir a passagem da estrada, restando apenas quatro arcos na seção mais próxima à cachoeira, acima da BR-101.

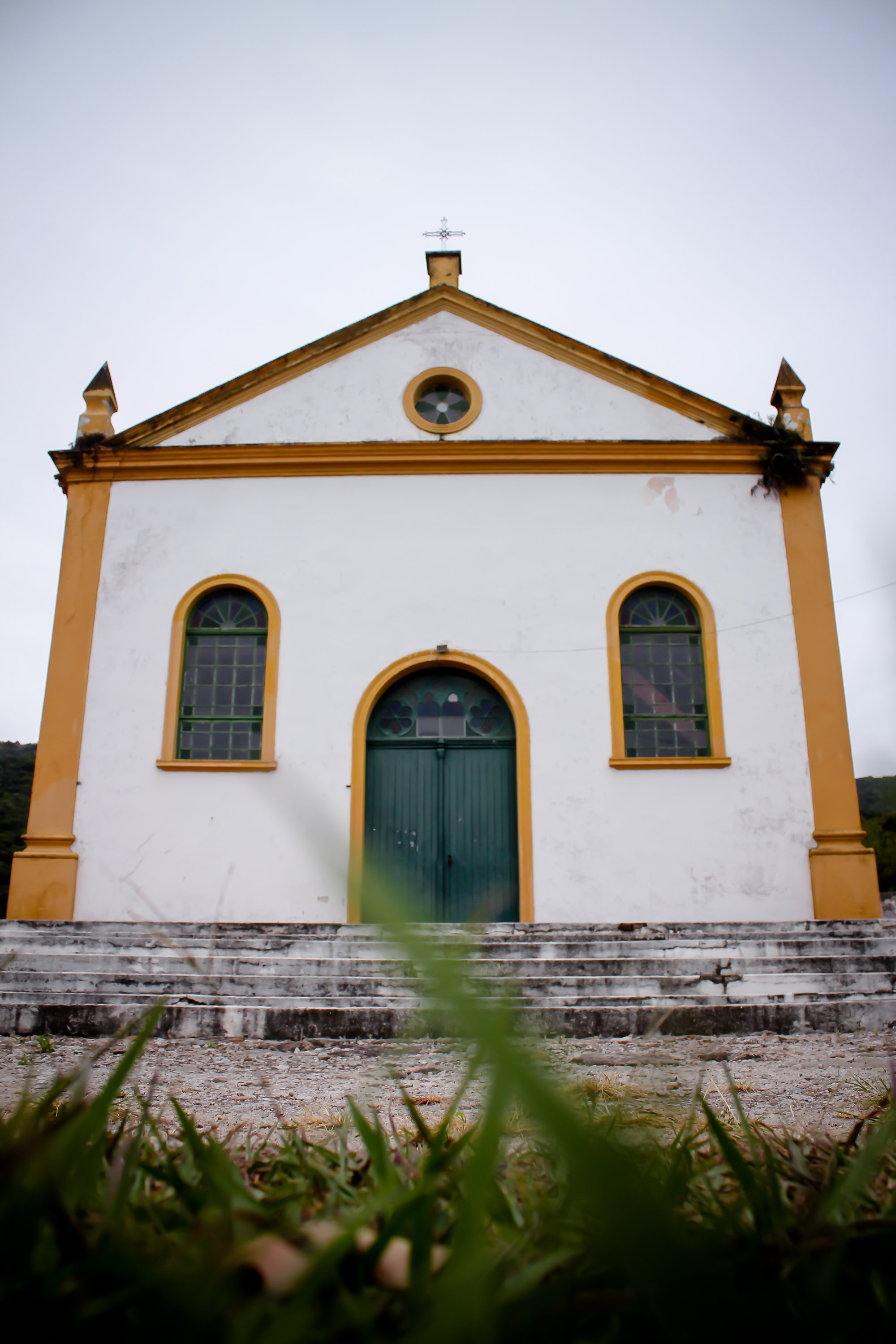
Igreja de São Miguel Arcanjo

## Tombamento
Em 14 de novembro de 1969, o Conjunto Arquitetônico foi tombado como patrimônio (do tipo arqueológico, etnográfico e paisagístico, inscrição no 46 e processo no 810-T-68). Anteriomente, o casarão já havia sido declarado de utilidade pública pela Lei no 12, de 15 de outubro de 1968. O Conjunto Arquitetônico da Vila de São Miguel é composto, além do aqueduto, pela Igreja de São Miguel Arcanjo e a casa do Museu Etnográfico Casa dos Açores.

## Galeria de fotos

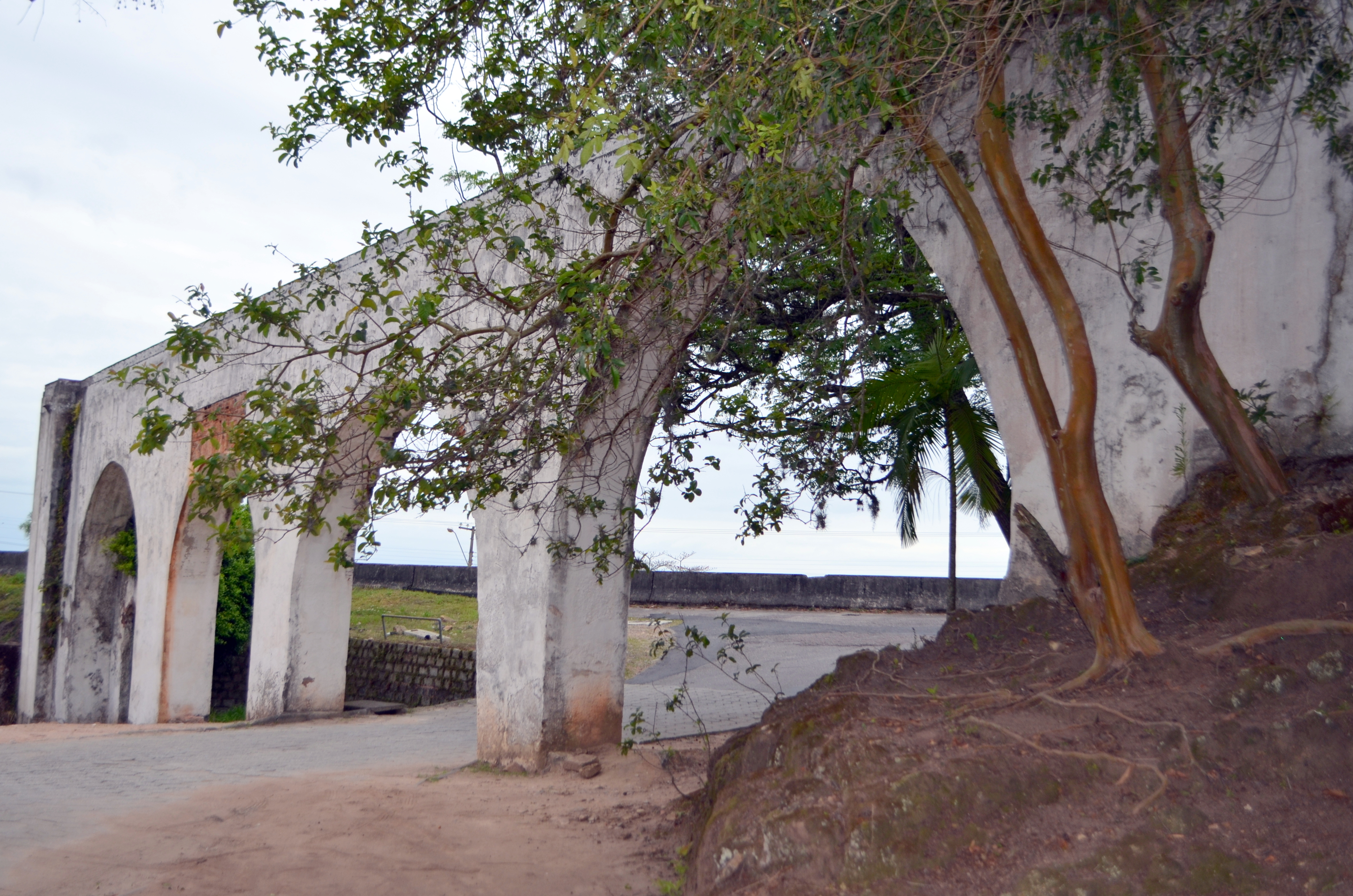
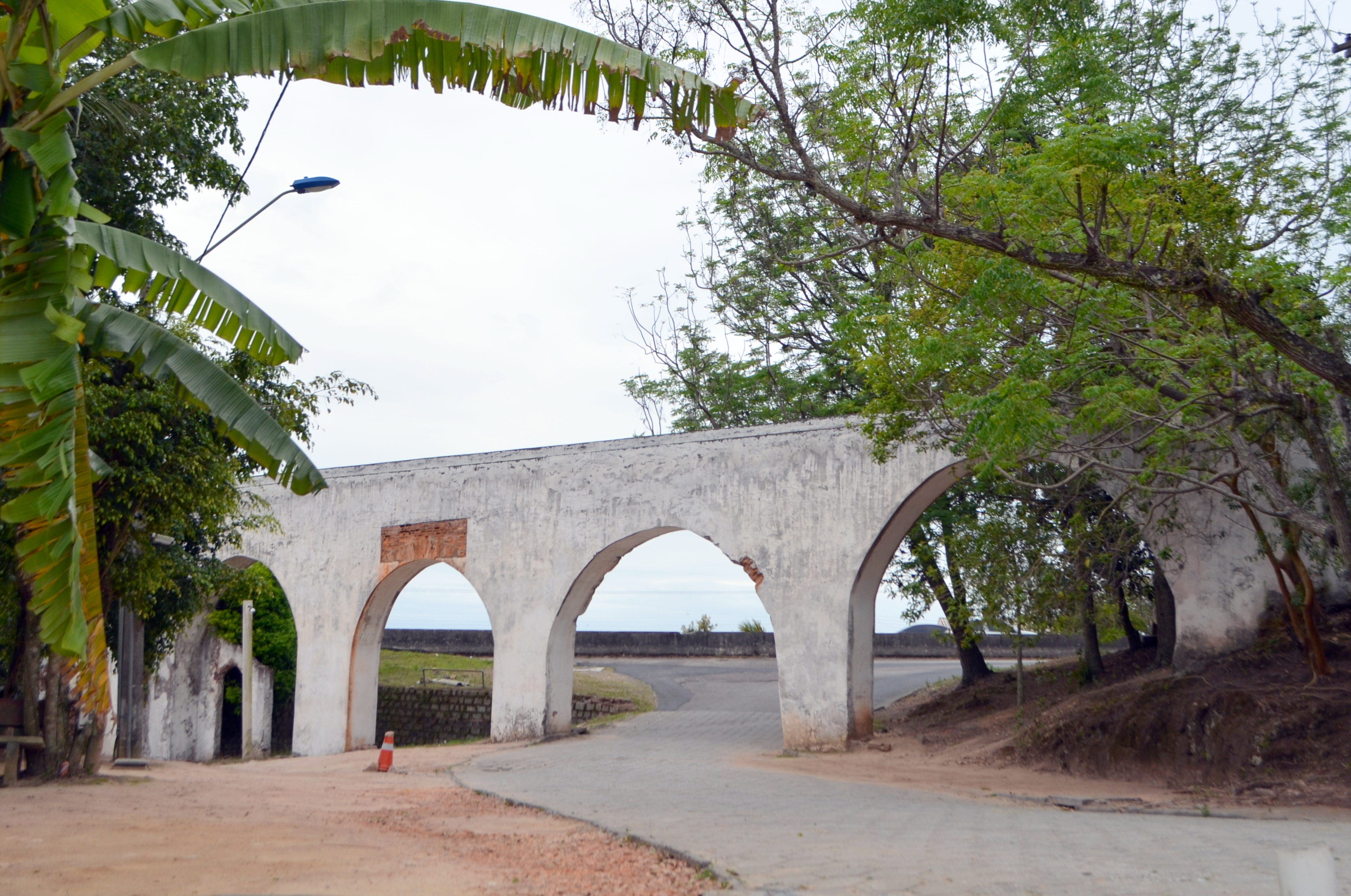
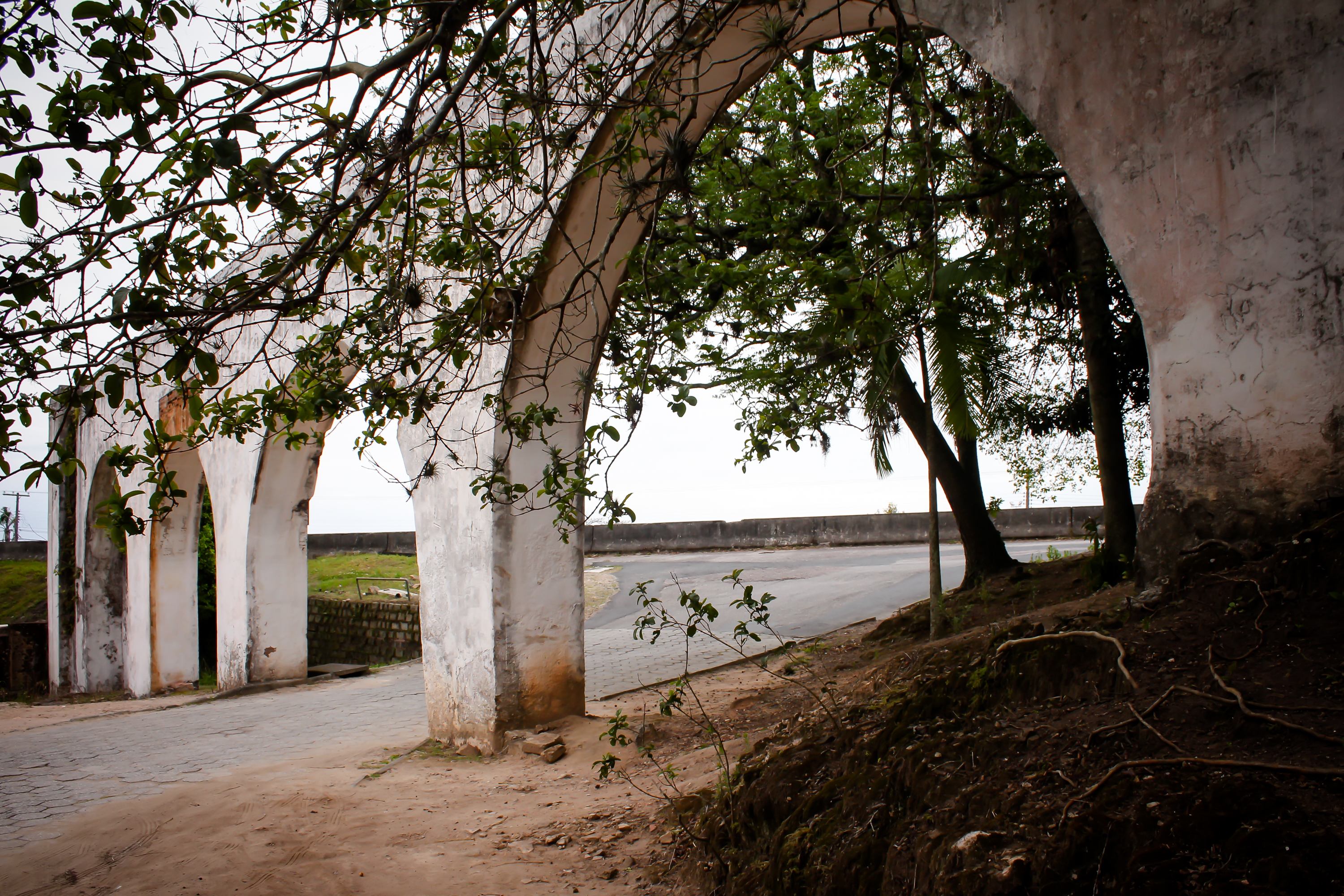